# Falsoptilinus
Falsoptilinus is een monotypisch geslacht van kevers uit de familie van de klopkevers (Anobiidae).

## Soort
- Falsoptilinus modestus Pic, 1950